# Instytut Unii Europejskiej Studiów nad Bezpieczeństwem
Instytut Unii Europejskiej Studiów nad Bezpieczeństwem (EUISS European Union Institute for Security Studies) – agencja Unii Europejskiej w zakresie Wspólnej Polityki Zagranicznej i Bezpieczeństwa (WPZiB), jest także partnerem Europejskiego Kolegium Bezpieczeństwa i Obrony. Do jego głównych zadań należy promowanie wspólnej kultury bezpieczeństwa w Europie, udział w rozwijaniu i kształtowaniu WPZiB oraz w dyskusji nad kluczowymi kwestiami dotyczącymi bezpieczeństwa w Europie. Jego siedziba znajduje się w Paryżu.
Instytut jest niezależną agencją, która korzysta z pełnej niezależności naukowej. Działając na zasadzie think tanku, EUISS zajmuje się badaniem istotnych z punktu widzenia UE zagadnień związanych z bezpieczeństwem, a także stanowi forum wymiany poglądów. Jako agencja Unii, Instytut przygotowuje również analizy dla Wysokiego Przedstawiciela Unii do spraw zagranicznych i polityki bezpieczeństwa, aktualnie tę funkcję sprawuje Josep Borrell.

## Badania
EUISS zajmuje się badaniem zagadnień związanych ze Wspólną Polityką Zagraniczną i Bezpieczeństwa (WPZiB), w tym Wspólną Polityką Bezpieczeństwa i Obrony (WPBiO). Instytut prowadzi badania dotyczące stosunków UE z USA, Zachodnimi Bałkanami, Afryką, krajami regionu Morza Śródziemnego, Bliskim Wschodem, Rosją, krajami Partnerstwa Wschodniego, Azją, jak również analizuje kwestie takie jak walka z terroryzmem, rozbrojenie i nierozprzestrzenianie broni jądrowej, zapobieganie konfliktom, rozwój i globalizacja oraz rozszerzenie Unii.

## Publikacje
Sztandarową publikacją Instytutu jest seria monografii „Chaillot Paper”. Tworzone przez zewnętrznych ekspertów jak i analityków Instytutu oraz opracowywane na podstawie zbiorowych lub indywidualnych badań, „Chaillot Papers” obejmują wszelkie obszary istotne dla bezpieczeństwa UE. Instytut publikuje również „Occasional Papers”, książki, raporty oraz krótsze notatki i analizy.

## Historia
Instytut został powołany do życia na podstawie wspólnego działania Rady UE z dnia 20 lipca 2001 r. (do której poprawki wprowadziło wspólne działanie Rady z dnia 21 grudnia 2006 r.) na miejsce Instytutu Studiów nad Bezpieczeństwem Unii Zachodnioeuropejskiej (utworzonego w lipcu 1990 r.). EUISS rozpoczął działalność 1 stycznia 2002 r.